# عبد اللطيف الوراري
عبد اللطيف الوراري هو شاعر وناقد أدبي مغربي.

## سيرة ذاتية
ولد عبد اللطيف الوراري (1972م) في بلدة أولاد عمران نواحي مدينة الجديدة. بعد كتّاب القرية، دخل المدرسة وتابع تعليمه الإعدادي والثانوي فيها بمدينة الخميسات التي نزح إليها مع أفراد عائلته بعد موت الأب، وهو ابن السابعة ربيعاً.
حصل على شهادة الإجازة في اللغة العربيّة وآدابها من كلية الآداب والعلوم الإنسانية بجامعة ابن طفيل- القنيطرة سنة 1996، في موضوع «إيقاع الشعر العربي: بين التراث والحداثة» تحت إشراف د. إبراهيم السولامي. وعلى شهادة الدراسات المعمّقة في الأدب الحديث (تخصُّص الشّعر) من كلية الآداب والعلوم الإنسانية بجامعة محمد الخامس- الرباط سنة 1998، تحت إشراف د. محمد بنيس. وعلى شهادة الدكتوراه في الآداب من كلية الآداب والعلوم الإنسانية بجامعة ابن زهر- أكادير سنة 2018، تحت إشراف د. رشيد يحياوي.
تخرّج في المدرسة العليا للأساتذة بالرباط عام 1997، وأنجز وقتذاك بحثًا في موضوع: «من التربية إلى تكنولوجيا التربية» تحت إشراف د. محمد الحارثي، وعمل أستاذاً للغة العربية لأقسام الثانوي التأهيلي بمدينة أغادير، ونشّط داخلها ورشات وقراءات شعرية لفائدة التلاميذ.
يعمل أستاذ الأدب الحديث في كلية الآداب والعلوم الإنسانية - جامعة عبد المالك السعدي تطوان.
– عضو مختبر التأويليات والدراسات اللسانية والنصية، وفرقة البلاغة وتحليل الخطاب بكلية الآداب والعلوم الإنسانية بتطوان.
مراسل ثقافي لجريدة (القدس العربي) وكاتب مقالة فيها، إذ ينشر منذ صيف 2005م، مقالات منتظمة تهتمّ بقضايا نقدية وجمالية
وتُقارب نصوصًا أدبية حديثة ومعاصرة:
شاعر وعضو بيت الشعر في المغرب. كتب عن إبداعه الأدبي شعره ونثره عددٌ من النقاد، من أمثال: علي جعفر العلاق، شوقي بزيع، علوي الهاشمي، رشيد يحياوي، صلاح فائق، بنعيسى بوحمالة، عمر شبانة، أحمد بنميمون، العالية ماء العينين، عبد الكريم يحيى الزيباري، عبد الرحمن التمارة، محمد بوجبيري، نور الدين الزويتني، محمد بودويك، محمد الحمامصي، عبد الحق ميفراني، عبد الدائم السلامي، محمد المسعودي، عبد الرزاق هيضراني، محمد الديهاجي، ممدوح فرج النابي، عبد اللطيف السخيري، بوشعيب الساوري، رشيد الخديري، صالح لبريني، محمد بنقدور الوهراني، محمد الأسدي، رشيد أزروال، عبد الجبار الغراز، محمد الشيخاوي، رشدي الماضي، مصطفى بوتلين وغيرهم. واختيرت نماذج من شعره ضمن ملفّات أعدتها بعض المجلات العربية عن الشعر المغربي الجديد، مثل: فكر ونقد (مصر)، والإمارات الثقافية (الإمارات)، وعبقر (السعودية)... كما نوقشت بحوثه النقدية (تحوّلات المعنى في الشعر العربي، نقد الإيقاع، في راهن الشعر المغربي، سِيَر الشعراء..) في أطاريح جامعية مغربية وعربية.

ترجم له كلٌّ من الشاعر نور الدين الزويتني نصوصًا إلى الإنجليزية في موقع الشعر العالمي (poetry international web)، والشاعر ناصر الدين بوشقيف نصوصًا إلى الفرنسية في الأنطولوجيا التي أعدّها عن الشعر المغربي والفرنسي تحت عنوان: (Poètes Français et Marocains) عن دار بوليغلوت- باريس 2013، ثم في العدد N°76 من مجلة (Traversées) الأدبية، وترجم له الحبيب الواعي نصوصًا إلى الإنجليزية في مجلة (Big Bridge) الأمريكية التي يديرها الشاعر مايكل روتنبرغ.
«نكتشف صوت شاعر واعد ومتعدد، يجمع في قصائده بين الذاكرة الشعرية التراثية وبين لغة مجاهدة منتفضة تجسدّ سيرة الألم والفجيعة... يمدّ الوراري يده إلى الأسلاف، ليقاوم من بعدهم الرياح والعواصف والموت، بالحب والنشيد والذكرى؛ ذكرى الجمال والاغتيال وشعراء أبدعوا وأحبوا الحياة، لكنهم هُمشوا أو قُتلوا، كما يهديه إلى شعوب عشقت الحرية، لكنها عاشت مهانة ومغلوبة..» مجلة (الدوحة) القطرية
باحث يهتمّ بقضايا الشعر والشعرية العربية قديمها وحديثها؛ نُشِرت له نصوص ودراسات وحوارات في عدد من المجلات الثقافة والأدبية: نزوى، الدوحة، الرافد، بيت الشعر، الآداب، الثقافة المغربية، أوراق فلسطينية، الجسرة، المجلة العربية، الإمارات الثقافية، ذوات، إبداع، روافد، الحركة الشعرية.. إلخ، أو في الصحف العربية والمواقع الثقافية الإلكترونية: القدس العربي، السفير، العلم الثقافي، أخبار الأدب، جهة الشعر، ميدل إيست أونلاين، إيلاف، ديوان العرب، الكلمة...
«عبد اللطيف الوراري شاعر وناقد مغربي، يعد من أصفى وأعمق الأصوات في تاريخ الإبداع المغربي المعاصر، حيث أسهم هو وآخرون في تحديث الإبداع الشعري والدرس النقدي المغاربي، وهو من أبرز المهتمين بقضايا الشعر العربية قديمها وحديثها..» جريدة (الخليج) الإماراتية
شارك في مهرجانات شعرية، وفي ندوات ثقافية داخل المغرب وخارجه ببحوث، أهمّها:
ــ «في راهن الشعر المغربي وحساسياته الجديدة»، ندوة «قراءات بلا ضفاف: الحساسية الجديدة وجمالياتها الإبداعية»، التي نظمتها جمعية الشعلة للتربية والثقافة (تزنيت، نونبر 2007).
ــ «مغامرة القصيدة عند سعدي يوسف»، ضمن التكريم الذي خصّت به وزارة الثقافة المغربية الشاعر العراقي في فعاليات الدورة الخامسة عشر للمعرض الدولي للكتاب (الدارالبيضاء، فبراير 2009).
ــ «الغنائية في الشعر العربي: محاولة نمذجة»، ورشة الإبداع التي نظمتها دائرة الثقافة والإعلام في حكومة الشارقة (خورفكان-الشارقة، ماي 2009).
ــ «الشعر المغربي المهجري: منفى الكتابة وأسئلة التجربة»، الدورة الأكاديمية التي نظمها بيت الشعر في المغرب في موضوع: «الحساسيات الجديدة في الشعر المغربي الحديث» (فاس، ماي 2010).
ــ «أنماط بناء الجملة الشعرية في قصيدة النثر المغربية»، الملتقى الدولي الأول لقصيدة النثر الذي نظّمه مركز الحمراء للثقافة والفكر (مراكش، مارس 2011).
ــ «الإبداع الأدبي والهجرة إلى مواقع التواصل الاجتماعي»، الدورة الثامنة عشر للمعرض الدولي للكتاب الذي نظمته وزارة الثقافة (الدار البيضاء، فبراير 2012).
ـ «في تطوُّر التجربة الشعرية عند محمد الميموني»، الدورة الــ27 للمهرجان الوطني للشعر المغربي الحديث الذي تنظمه جمعية أصدقاء المعتمد (شفشاون، 14 و15 يوليوز 2012).
ـ «شعريّات المهجر المغربي بأوروبا»، ندوة: الهجرة في الأدب العربي، التي نظمها مختبر الأدب والأدب المقارن- جامعة محمد الأول بوجدة ومختبر الأبعاد اللغوية والمعرفية والمخيالية في العالم العربي جامعة رين الثانية (وجدة. 24 و25 أبريل 2013).
ـ «الأدب والمنفى»، مهرجان ربيع الشعر الذي نظمته جمعية الأوراش للشباب تحت شعار: الشعر العربي بالمهجر: قضاياه وظواهره الفنية (مولاي إدريس زرهون، 8 ـ 9 ـ 10 أبريل 2013)
ـ «القصيدة المغربية الآن وجماليّاتها الجديدة»، الدورة الــ28 للمهرجان الوطني للشعر المغربي الحديث الذي تنظمه جمعية أصدقاء المعتمد (شفشاون، 4 ـ 5 ـ 6 يوليوز 2013).
ـ «سرد الذات شعراً: مفهوم الأوتوبيوغرافي واشتغالاته في القصيدة»، الدورة الأكاديمية السابعة في موضوع: الأوتوبيوغرافي في الشعر المغربي المعاصر، التي نظمها بيت الشعر في المغرب بتعاون مع وزارة الثقافة (طنجة، 25 و26 أكتوبر 2013).
ـ «تجارب نقدية»، الدورة العشرون للمعرض الدولي للكتاب والنشر (الدار البيضاء، مارس 2014).
ــ «التناص وبناء المعنى في (نشيدل السمندل) للشاعر إدريس الملياني»، الملتقى الشعري الأول للمضيق، المنظم من طرف اتحاد كتاب المغرب (المكتب التنفيذي وفرع الاتحاد بتطوان) يومي 21 و22 مارس 2014.
ـ «التخييل العرفاني: (في روضة طه) لعبد الإله بن عرفة»، الندوة العلمية الدولية في موضوع “الرواية العرفانية عند عبد الإله بن عرفة: الأبعاد والدلالات“، التي نظمتها شعبة اللغة العربية وآدابها، التابعة لكلية الآداب والعلوم الإنسانية عين الشق، بالدار البيضاء، وذلك يوم الأربعاء والخميس 24 و 25 دجنبر 2014.
ـ التصوف في الشعر المغربي، ضمن ندوة «تقاطعات التصوف والحكمة في تجربتي الطبال والرباوي»، جمعية ربيع تيفلت للإبداع والتنمية، 21 مارس 2015.
ــ «في تلقّي شعر محمد السرغيني»، الملتقى المتوسطي للشعر بالمضيق، الدروة الثالثة (دورة الثالثة)، 18/ 19/ 20 مارس 2016.
ــ «الكتابة بوصفها مختبرا: مدخل إلى شعر محمد السرغيني»، ندوة (بنيات النص ودلالات الخطاب)، كلية الآداب والعلوم الإنسانية- جامعة ابن زهر بأكادير، شعبة اللغة العربية وآدابها، مختبر البحث في اللغة والمجتمع والخطاب، دكتوراه النص والخطاب، 26 و27 ماي 2016.
ــ «أنا الشاعر وحكمة الخسارات»، ضمن اليوم الدراسي والشعري تكريما للشاعر والباحث المغربي عبد الرحمن بوعلي، كلية الآداب والعلوم الإنسانية- جامعة محمد الأول بوجدة، شعبة اللغة العربية وآدابها، مختبر صناعة الثقافة والاتصال، 30 مارس 2017.
 ـ "تمظهرات التخييل العرفاني في رواية (الجنيد ألم المعرفة) لعبد الإله بن عرفة، الندوة العلمية حول موضوع: "سرديّات العرفان والجمال: الجنيد وسؤال التأسيس"، الرابطة المحمدية للعلماء، الرباط 14 أبريل 2017.
- «هويّات الشعر المغربي: صراع أم تعايش»، الدورة الأولى لمهرجان الشعر العربي، التي نظمتها دار الشعر بمراكش أيام 22-23ـ 24 شتنبر 2018.
- "عن البنى الاستعارية: من النسق إلى الاشتغال"، اللقاء العلمي التكويني الذي نظمه فريق علوم الخطاب ومناهج تدريس اللغات والآداب في موضوع: "المشروع التأويلي والنقدي للدكتور محمد بازي، المركز الجهوي لمهن التربية والتكوين سوس- ماسة، إنزكان، السبت 6 يوليوز 2019.
- «قصيدة النثر في المغرب: تاريخ ونماذج»، فعالية شعرية ونقدية نظمتها عن بعد مجلة «نصوص من خارج اللغة» يومي 16- 17 يوليو/ تموز 2020.
- الميتا تخييل أو مضايق الفنّ الروائي: قراءة ثقافية في رواية (المصري) لمحمد أنقار، يوم دراسي حول أعمال المرحوم الأستاذ محمد أنقار، نظمه نادي القراءة بالمركز السوسيوثقافي لمؤسسة محمد السادس بشراكة مع فرقة البلاغة وتحليل الخطاب بكلية الآداب والعلوم الإنسانية بتطوان، يومه السبت 02 أكتوبر 2021.
- «لغة الشعر العربي اليوم»، اللقاء الشعري الثاني الذي نظمه موسم أصيلة الثقافي الدولي الثاني والأربعين (الدورة الخريفية)، يومي الثلاثاء 16 والأربعاء 17 نوفمبر/ تشرين الثاني 2021.
- «سندباد الرباوي» أو انعطافات السيرة الشعرية، ضمن الندوة التي نظمتها مكتبة سلمى الثقافية مع رابطة أديبات وأدباء شمال المغرب، قصر بريشة تطوان، الجمعة 18 مارس 2022.
- «تمثيلات المرجعيّ وشكل الخطاب: صورة المغرب الثقافي بعيون شعراء عرب»، ضمن الندوة الدولية التي نظمتها كلية الآداب والعلوم الإنسانية بتطوان بتنسيق مع المركز الوطني للبحث العلمي والتقني، في موضوع: المغرب الراهن بعيون عربية وأجنبية، يومي الأربعاء والخميس 30-31 آذار/ مارس 2022.
- «من السيرة الذاتية إلى الكتابة عن الذات: التخييل كاستراتيجية في التأويل وتنسيب الحقائق»، ضمن اليوم التكريمي- الدراسي الذي نظمته كلية الآداب والعلوم الإنسانية- جامعة محمد الخامس بالرباط للأستاذ د.محمد الداهي بمناسبة تتويجه بجائزة الشيخ زايد العالمية للكتاب (2022)، مدرج الشريف الإدريسي، الأربعاء 29 يونيو 2022.
- «فنّ الرسالة: هل يحقُّ لنا التصرف في الأرشيف الشخصي؟»، ضمن ندوة (رسائل الأدباء والشعراء) التي نظمتها دار لشعر بتطوان في فضاء مدرسة الصنائع والفنون الوطنية، الثلاثاء 5 يوليوز 2022.
- «بين ضفتين: عن تمثيلات السيرة الذاتية (في الطفولة) لعبد المجيد بن جلون»، ضمن ندوة وطنية حول: عبد المجيد وسيرته الذاتية، التي نظمتها كلية الآداب والعلوم الإنسانية- جامعة محمد الخامس بالرباط، مدرج الشريف الإدريسي، الخميس 9 فبراير 2023.
- «راهن الشعر المعاصر في المغرب»، ضمن سلسلة المحاضرات التي ينظمها صالون عبدالناصر هلال، عبر تطبيق زووم، الجمعة 17 مارس 2023.
- «موضوعة الكتابة في زجل أحمد لمسيح»، ضمن الندوة النقدية (النض والتأويل) للدورة الــ35 للمهرجان الوطني للشعر المغربي الحديث الذي تنظمه جمعية أصدقاء المعتمد (شفشاون، 5- 6 ماي 2023).
– «صدق أم كذب؟ السيرة الذاتية هي في نهاية الأمر ابتكار للهوية»، ضمن ندوة (التخييل في السيرة والسيرة الذاتية)، الدورة الثامنة العشرون للمعرض الدولي للكتاب والنشر بالرباط، 9 يونيو 2023.
– «شعر مليكة العاصمي: جدل الفردي والجمعي»، ضمن ندوة (مليكة العاصمي شاعرة الأسئلة الكبرى) التي نظمها مختبر الدراسات الأدبية واللغوية وفرقة البحث في الإبداع النسائي بكلية الآداب والعلوم الإنسانية بتطوان، 28 نونبر 2023.
– «المرجعي والتخييلي في كتابة السيرة الذاتية»، ضمن ندوة (السيرة الذاتية: قضايا وإشكالات) التي نظمتها فرقة البلاغة وتحليل الخطاب بتعاون مع مختبر المجتمع والتواصل وتحليل الخطاب بكلية الآداب والعلوم الإنسان بتطوان، 7 مارس 2024.
– «الذاكرة الموشومة: جينيالوجيا الذات وسياسة الكتابة»، ضمن  (التأويليات والدراسات ما بعد الكولونيالية: إدوارد سعيد وعبد الكبير الخطيبي نموذجين) التي نظمها مختبر التأويليات والدراسات النصية واللسانية بكلية الآداب والعلوم الإنسانية تطوان، 21 و22 ماي 2024.

## أعماله
له كتب عديدة في الشعر والنقد وأدب السيرة:
في الشعر:
«لماذا أشْهَدْتِ عَليَّ وعد السحاب؟»، ادار أبي رقراق، الرباط عام 2005م.
- «ما يُشْبه ناياً على آثارها»، جائزة الإستحقاق من جوائز ناجي نعمان الأدبية عام 2007م.
- «ترياق»، منشورات شرق غرب، بيروت عام 2009م.
- «ذاكرة ليوم آخر»، دار التوحيدي، الرباط عام 2013م.
- «من عُلوِّ هاوية»، منشورات بيت الشعر في المغرب، الرباط عام 2015م
- «وارثاً صمت الأخاديد: قصائد مختارة»، الصادر في طبعة إلكترونية عن دار أبابيل للنشرعام 2016م.
- «مُثنّى بصيغة الجمع»، منشورات مقاربات، فاس عام 2017م.
- «قرطاس»، دار كنعان للتوزيع للدراسات والنشر، دمشق عام 2022.

صدر له في النقد:
- «تحوُّلات المعنى في الشعر العربي» (الجائزة الأولى في النقد من جوائز الشارقة للإبداع العربي)، الصادر عن دائرة الثقافة والإعلام بالشارقة عام 2009م.
- «نقد الإيقاع: في مفهوم الإيقاع وتعبيراته الجمالية وآليّات تلقّيه عند العرب»، الصادر عن دار أبي رقراق، الرباط عام 2011م.
- «الشعر والنثر في التراث البلاغي والنقدي»، الصادر ضمن سلسلة كتاب المجلة العربية، الرياض عام 2013م.
- «في راهن الشعر المغربي.. من الجيل إلى الحساسية»، الصادر عن دار التوحيدي، الرباط عام 2014م.
- «سِيَر الشُّعراء: من بحث المعنى إلى ابتكار الهوية»، الصادر عن منشورات دار فضاءات، عمان، ط.1، 2020م.
- «الشرفة والرماد: دراساتٌ في الشعر العربي وقضاياه»، دار أبجد للترجمة والنشر والتوزيع، الحلّة - العراق، ط.1، 2022.
- «السيرة الذاتية: النوع وأسئلة الكتابة »، منشورات سليكي أخوين، طنجة، ط.1، 2023.

- صدر له في أدب السيرة::
- «علي جعفر العلاق: حياة في القصيدة»، دار كنعان، دمشق، ط.1، 2015.
- «عبد الكريم الطبال ناسك الجبل: حوار في الشعر والحياة»، الصادر عن منشورات سليكي أخوين، طنجة عام 2016م.
- «ضوء ودخان: شذرات من سيرة ذاتية»، الصادر عن منشورات سليكي أخوين، طنجة عام 2016م.
- «رسائل فدوى طوقان مع ثريا حداد: أضواء جديدة على حياتها وشعرها»، الصادر عن دار طباق للنشر والتوزيع، رام الله عام 2018م.
- «القاهرة من أبواب متفرّقة: محكيّ سفاري»، الصادر عن منشورات دار التوحيدي، الرباط عام 2019م.
- «ترجمة النفس: السيرة الذاتية عند العرب»، الصادر ضمن كتاب مجلة الدوحة، العدد 137 مارس 2019م.
- «الذّات، الكتابة والهوية: حواراتٌ في الشعر المغربي»، الصادر عن منشورات بيت الشعر في المغرب، الرباط عام 2019م.
- «فدوى طوقان: رسائل حبّ إلى سامي حداد»، الصادر عن منشورات دار أزمنة، عمان عام 2020م.
- «رسائل ميخائيل نعيمة إلى ثريا حداد»، الصادر عن دار بتانة، القاهرة عام 2022.
- «مليكة العاصمي: نخلة مراكش إذ تحكي»، الصادر عن مؤسسة آفاق للدراسات والنشر والاتصال، مراكش عام 2023.

كما ساهم في كتب نقدية مشتركة؛ من بينها:
- «سيرة الذات.. سيرة الآخر»، ضمن كتاب: الصوت المختلف.. علي جعفر العلاق في تجربته الشعرية والنقدية والإنسانية، من إعداد وتقديم د. أحمد عفيفي، دار فضاءات، 2012، عمان، ص: 335-339.
- «سرد الذات شعراً: الأوتوبيوغرافي والشعري»، ضمن كتاب: الأوتوبيوغرافي في الشعر المغربي المعاصر، أعمال الدورة الأكاديمية السابعة لبيت الشعر في المغرب، دار المناهل، 2014، الرباط، ص: 131-152.
- «في شعريّات المهجر المغربي بأوروبا: أنا الكتابة ومطالب الغيرية»، ضمن كتاب: الهجرة في الأدب العربي المعاصر، تحت إشراف ميلود غرافي، منشورات كلية الآداب والعلوم الإنسانية- جامعة محمد الأول بوجدة، سلسلة ندوات ومناظرات، ط.1، 1438ه-2016م، ص: 33-47.
- «قصيدة النثر المغربية: وعي كتابي وجماليّات مغايرة»، تقديم أنطولوجيا قصيدة النثر في المغرب: قصائد تضيء الطريق من المغرب إلى القاهرة، الهيئة المصرية العامة للكتاب، ط.1، القاهرة 2016، ص: 5-21.
- «قراءة الشعر داخل توتر الثقافي والجمالي»، ضمن كتاب: بنعيسى بوحمالة تآويل العين والروح، إشراف وتنسيق: عبد الرزاق هيضراني، دار الأمان، الرباط، ط.1، 2017، ص: 49-55.
- «المنوال الاستعاري: من النسق إلى الاشتغال»، ضمن كتاب: نحو بلاغة تأويلية جديدة (أبحاث محكمة في جهود الباحث الأكاديمي المغربي محمد بازي)، مطبعة قرطبة، أكادير، ط.1، 2019، ص: 37- 57.[6]
- «في شعريّة محمد بنطلحة»، ضمن كتاب: نعاله من ريح.. مقاربات في شعرية محمد بنطلحة، تنسيق وإشراف: د.محمد الداهي، دار الفاصلة للنشر، طنجة، ط.1، 2021، ص: 281- 299.
- «التخييل بوصفه استراتيجية في التأويل وتنسيب الحقائق»، ضمن كتاب: السيميائيات الذاتية (المعالم والمشارف والتقاطعات)، تنسيق وإشراف: محمد جودات ونزيهة جابري والمعتمد الخراز، منشورات كلية الآداب والعلوم الإنسانية بالرباط، ط.1، 2023، ص: 55- 63.
- «من الخيال السائل إلى سياسات الذات: تمثيلات “في الطفولة” الثقافية بين ضفتين»، ضمن كتاب: الأديب عبد المجيد بن جلون (سلسلة أعلام في الذاكرة 1)، تنسيق جمال الدين الهاني ومحمد الدرويش، منشورات كلية الآداب والعلوم الإنسانية بالرباط، 2024.

## الجوائز
- جائزة الإستحقاق من جوائز ناجي نعمان الأدبية عام 2007م، عن مجموعته الشعرية: «ما يُشْبه ناياً على آثارها».[1]
- جائزة الشارقة في النقد الأدبي عام 2008- 2009م، عن دراسته النقدية: «تحوُّلات المعنى في الشعر العربي».[7]
- جائزة محمود درويش التي منحتها مؤسسة شرق غرب برلين/ بغداد عام 2009م، عن مجموعته الشعرية «ترياق».[5]
- جائزة القصيدة العربية بالمغرب عن نصه المطوّل المعنون بـ: «مُثنَّى بصيغة الجمع»، عام 2016م.[8]